# Jeremy Allen White

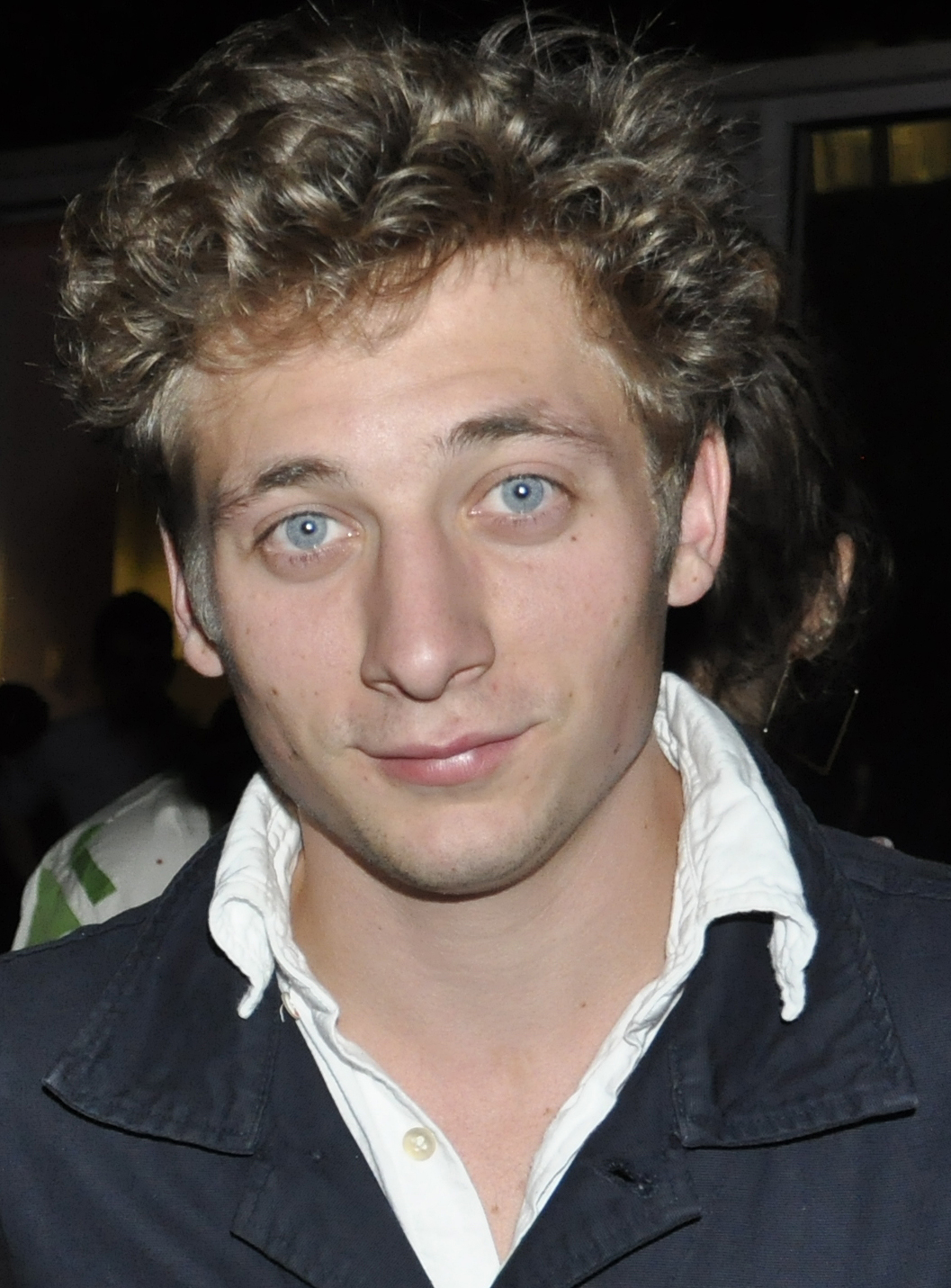
Jeremy Allen White (2013)

Jeremy Allen White (* 17. Februar 1991 in New York City) ist ein US-amerikanischer Schauspieler. Er wurde durch seine Hauptrollen als Lip Gallagher in Shameless (2011–2021) und als Carmy Berzatto in The Bear: King of the Kitchen (seit 2022) bekannt.

## Leben
Jeremy Allen White wurde 1991 in New York City geboren. Seine Eltern hatten sich früh am Theater in New York kennengelernt. In seiner Grundschulzeit nahm White Tanzunterricht, ab dem Alter von 13 Jahren widmete er sich dem Schauspiel. Während der Highschool arbeitete er bei einer Castingagentur.
Er wurde mit der US-Serie Shameless bekannt, in der er die Rolle des Teenagers Phillip „Lip“ Gallagher spielt. 2022 übernahm er die Hauptrolle des Kochs Carmy Berzatto in der Dramedy-Serie The Bear: King of the Kitchen. Dafür wurde er unter anderem mit drei Golden Globes, zwei Emmy Awards und drei Screen Actors Guild Award ausgezeichnet.
Im Oktober 2019 heiratete White die Schauspielerin Addison Timlin. Sie haben zwei Töchter (* 2018 und 2020). Das Paar ließ sich im Frühjahr 2023 scheiden.

## Filmografie (Auswahl)
- 2006: Beautiful Ohio
- 2008: Afterschool
- 2007–2008: Law & Order (Fernsehserie, 2 Episoden)
- 2010: Law & Order: Special Victims Unit (Fernsehserie, Episode 11x21)
- 2010: Twelve
- 2011–2021: Shameless (Fernsehserie, 134 Episoden)
- 2012: Movie 43
- 2012: The Time Being
- 2013: Bad Turn Worse
- 2014: Rob the Mob
- 2018: After Everything
- 2018: Homecoming (Fernsehserie, 4 Episoden)
- 2020: Tod im Strandhaus (The Rental)
- 2021: The Birthday Cake
- seit 2022: The Bear: King of the Kitchen (Fernsehserie)
- 2023: Fremont
- 2023: Fingernails
- 2023: The Iron Claw

## Auszeichnungen und Nominierungen
Golden Globe Award
- 2023: Bester Serien-Hauptdarsteller – Komödie/Musical für The Bear: King of the Kitchen
- 2024: Bester Serien-Hauptdarsteller – Komödie/Musical für The Bear: King of the Kitchen
- 2025: Bester Serien-Hauptdarsteller – Komödie/Musical für The Bear: King of the Kitchen

Emmy Award
- 2023: Bester Hauptdarsteller in einer Comedyserie für The Bear: King of the Kitchen
- 2024: Bester Hauptdarsteller in einer Comedyserie für The Bear: King of the Kitchen

Screen Actors Guild Award
- 2023: Bester Hauptdarsteller in einer Comedyserie für The Bear: King of the Kitchen
- 2023: Nominierung für das Beste Schauspielensemble in einer Comedyserie (gemeinsam mit der Besetzung) für The Bear: King of the Kitchen
- 2024: Bester Hauptdarsteller in einer Comedyserie für The Bear: King of the Kitchen
- 2024: Bestes Schauspielensemble in einer Comedyserie (gemeinsam mit der Besetzung) für The Bear: King of the Kitchen
- 2025: Nominierung als Bester Hauptdarsteller in einer Comedyserie für The Bear: King of the Kitchen
- 2025: Nominierung für das Beste Schauspielensemble in einer Comedyserie (gemeinsam mit der Besetzung) für The Bear: King of the Kitchen

Critics’ Choice Television Awards
- 2014: Nominierung als Bester Nebendarsteller in einer Comedyserie für Shameless
- 2023: Bester Hauptdarsteller in einer Comedyserie für The Bear: King of the Kitchen
- 2024: Bester Hauptdarsteller in einer Comedyserie für The Bear: King of the Kitchen

Satellite Award
- 2023: Bester Hauptdarsteller in einer Serie (Komödie oder Musical) für The Bear: King of the Kitchen
- 2024: Nominierung als Bester Hauptdarsteller in einer Serie (Komödie oder Musical) für The Bear: King of the Kitchen

AACTA Award
- 2024: Bester Hauptdarsteller in einer Serie für The Bear: King of the Kitchen

Goldene Himbeere
- 2014: Nominierung für das schlechteste Leinwandpaar (gemeinsam mit der Besetzung) für Movie 43

Television Award der Online Film & Television Association
- 2023: Nominierung für die Individuelle Leistung in der Komödie für The Bear: King of the Kitchen
- 2024: Nominierung für die Individuelle Leistung in der Komödie für The Bear: King of the Kitchen